# جزيرة زلزلة

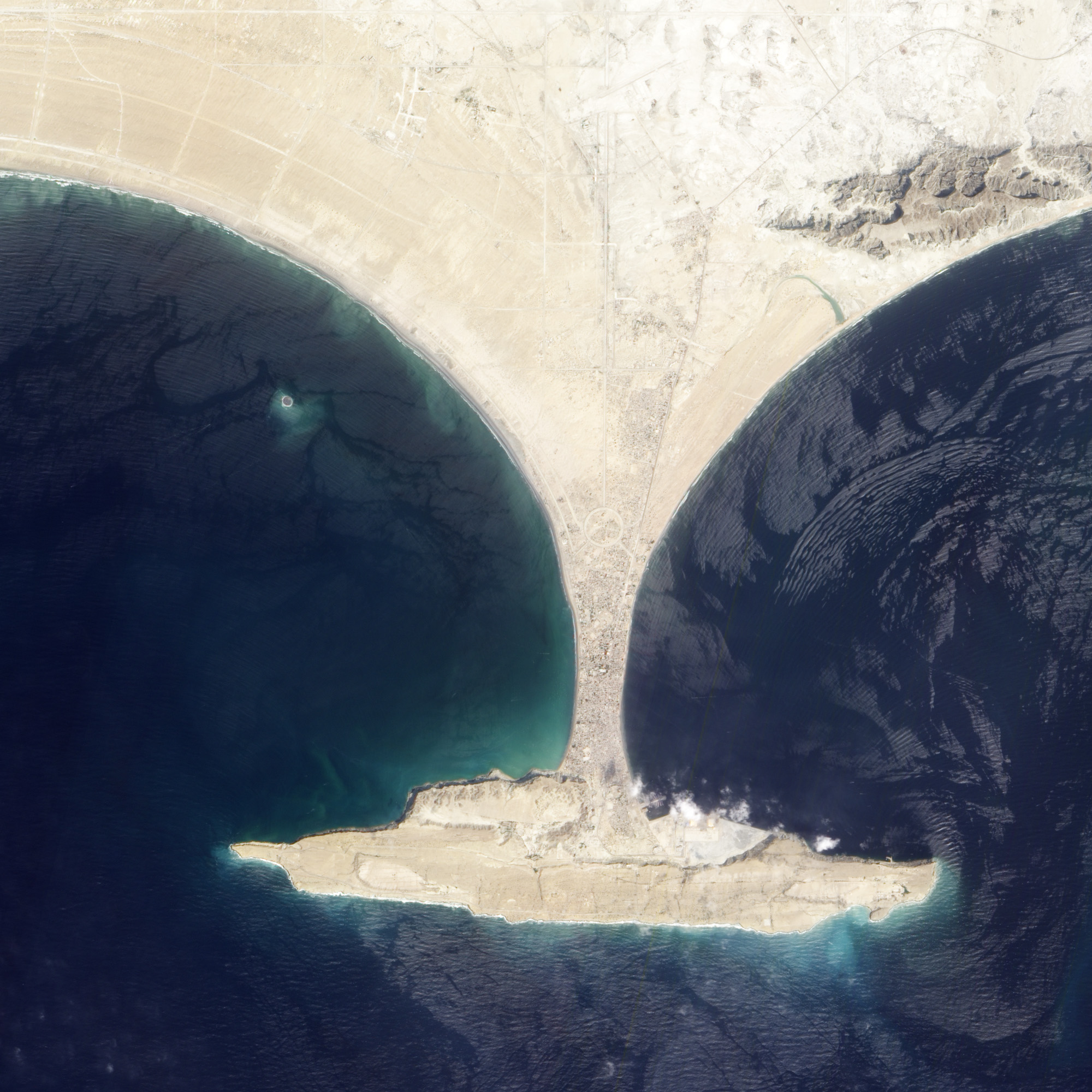
صورة من الأقمار الإصطناعية غلتقطت في 26 سبتمبر 2013 وتظهر جزيرة زلزلة (أعلى يسار الصورة) بجانب شبه جزيرة جوادار.

جزيرة زلزلة أو زلزلة كوه  (Zalzala Jazeera) هي جزيرة تقع على على بعد 600 متر من مدينة جوادر في سواحل بلوشستان في باكستان. ظهرت في 24 سبتمبر 2013 بعد وقوع زلزال في البلاد.

## التسمية
بعد ظهور الجزيرة، تم تسميتها باسمين أولهما زلزلة كوه (أي جبل الزلزال)، والثاني هو زلزلة جزيرة (أي جزيرة الزلزال) باللغة الأردية.

## المواصفات
جزيرة زلزلة هي جزيرة صغيرة تقع قبالة سواحل مدينة جوادار في باكستان في بحر العرب. يمكن رؤيتها من سواحل المدينة، ويبلغ طولها 100 متر وعرضها حوالي 40 متر، إضافة إلى ارتفاع يقدر بين 6 و12 متر.
تتكون الجزيرة أساسا من الصخور والطين والرمال.

## تشكلها
ظهرت جزيرة زلزلة بعد زلزال قوي ضرب البلاد وقدرت درجته 7.7 درجات على مقياس ريختر، وجاء على بعد 400 كم من الجزيرة. هذا التشكل يمكن أن يرجع سببه إلى براكين الطين التي تدفع عدة كتل طينية إلى سطح الماء.
وفقا لعلماء الزلازل، هذه الجزيرة هي جزيرة وقتية، ومن المتوقع أن تتفكك بسرعة قبل أن تختفي تحت سطح المحيط.
حسب علي رشيد تبريز مدير المعهد الوطني الباكستاني لعلوم البحار، ظهور الجزيرة جاء بسبب اندفاع غاز الميثان من قاع البحر. وحسب أعضاء المعهد الذين كانوا متواجدين على عين المكان أنه قد تم إيجاد تسربات لغاز الميثان على الجزيرة حيث عند إشعالهم للنار، تبقى النار مشتعلة لمدة في الهواء.
أكد اللواء محمد رشيد أن طبيعة الجزيرة تدل على أنها جزيرة وقتية، حيث أن المنطقة شهدت اختفاء عدة جزر أخرى ظهرت جراء تحركات أرضية بسبب الزلازل ، مثل جزيرة بيل غايب التي اختفت مرتين في 2004 و 2010. وكذلك عبر التاريخ شهدت المنطقة ظهور عدة جزر ثم اختفائها في قاع المحيط في سنوات 1945، 1999 و 2001.

## مقالات ذات صلة
- جزيرة جديدة
- زلزال باكستان 2013